# Animal modificado genéticamente
Los animales modificados genéticamente son animales que han sido modificados genéticamente para diversos fines, como la producción de medicamentos, la mejora del rendimiento, el aumento de la resistencia a las enfermedades, etc. La inmensa mayoría de los animales modificados genéticamente se encuentran en fase de investigación, mientras que el número de los que están a punto de entrar en el mercado sigue siendo reducido.

## Producción
El proceso de ingeniería genética de mamíferos es lento, tedioso y caro. Como ocurre con otros organismos modificados genéticamente (OMG), primero los ingenieros genéticos deben aislar el gen que desean insertar en el organismo huésped. Puede tomarse de una célula que contenga el gen o sintetizarse artificialmente. Si el gen elegido o el genoma del organismo donante han sido bien estudiados, es posible que ya estén disponibles en una biblioteca genética. A continuación, el gen se combina con otros elementos genéticos, como una región promotora y terminadora y, por lo general, un marcador seleccionable.
Existen varias técnicas para insertar el gen aislado en el genoma del huésped. En los animales, el ADN se inserta generalmente mediante microinyección, en la que puede inyectarse a través de la envoltura nuclear de la célula directamente en el núcleo, o mediante el uso de vectores virales. Los primeros animales transgénicos se produjeron inyectando ADN vírico en embriones e implantando después los embriones en hembras. Es necesario asegurarse de que el ADN insertado está presente en las células madre embrionarias. El embrión se desarrollaría y cabría esperar que parte del material genético se incorporara a las células reproductoras. Después, los investigadores tendrían que esperar a que el animal alcanzara la edad reproductiva y entonces se analizaría la descendencia para detectar la presencia del gen en cada célula, mediante PCR, hibridación Southern y secuenciación del ADN.
Las nuevas tecnologías facilitan y hacen más precisas las modificaciones genéticas. Se han desarrollado técnicas de selección de genes, que crean rupturas de doble cadena y aprovechan los sistemas de reparación de recombinación homóloga natural de las células, para orientar la inserción en ubicaciones exactas. La edición del genoma utiliza nucleasas artificiales que crean roturas en puntos específicos. Existen cuatro familias de nucleasas artificiales: las meganucleasas, las nucleasas con dedos de zinc, nucleasas efectoras similares a activadores de la transcripción (TALEN), y el sistema Cas9-guideRNA (adaptado de CRISPR ). TALEN y CRISPR son los dos más utilizados y cada uno tiene sus propias ventajas. Los TALEN tienen una mayor especificidad de diana, mientras que CRISPR es más fácil de diseñar y más eficiente. El desarrollo del sistema de edición de genes CRISPR-Cas9 ha reducido a la mitad el tiempo necesario para desarrollar animales modificados genéticamente.

## Historia

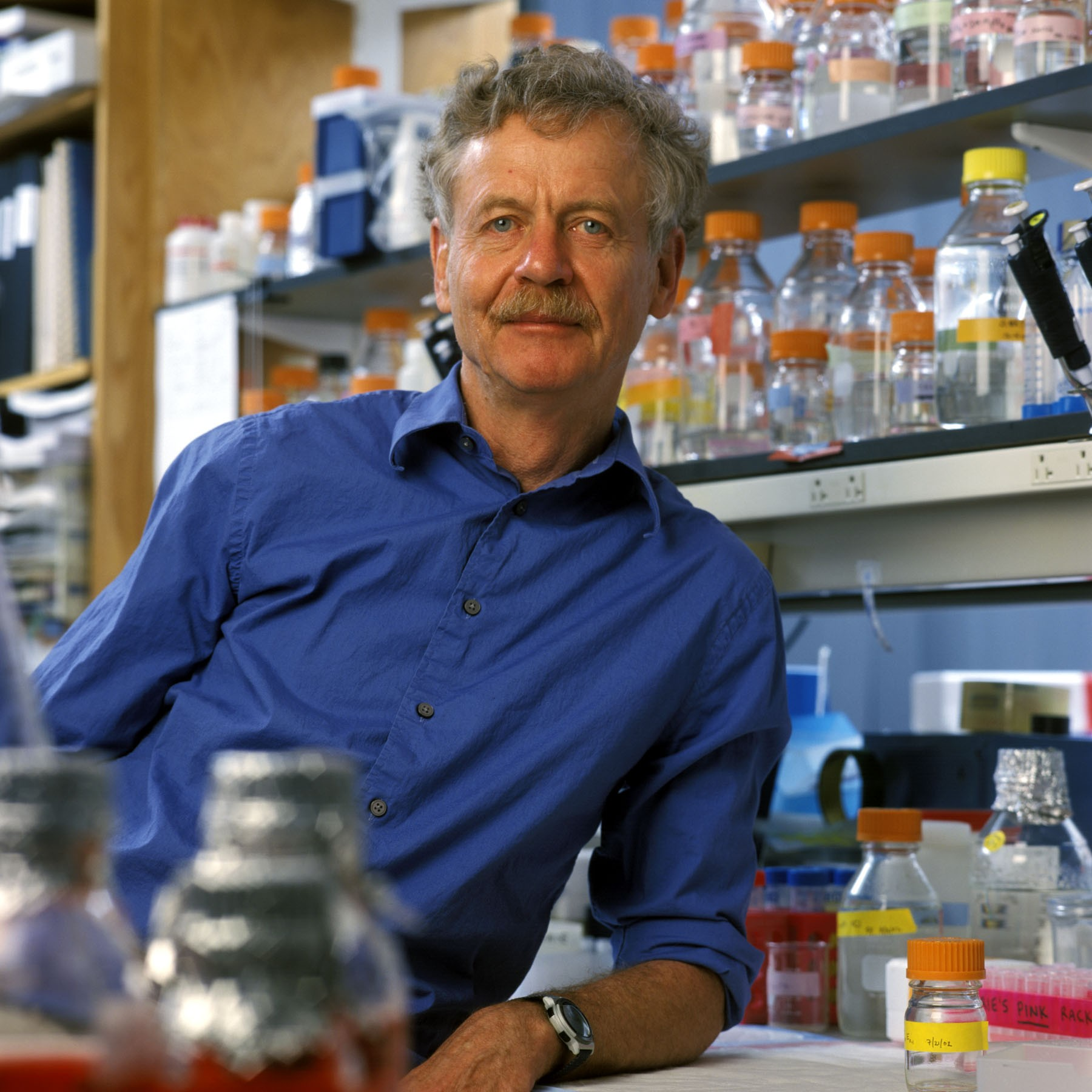
En 1974, Rudolf Jaenisch creó el primer animal transgénico.

Los seres humanos han domesticado animales desde aproximadamente el año 12.000 a. C., utilizando la cría selectiva o selección artificial (a diferencia de la selección natural). El proceso de cría selectiva, en el que los organismos con los rasgos deseados (y por tanto con los genes deseados) se utilizan para criar a la siguiente generación y los organismos que carecen del rasgo no se crían, es un precursor del concepto moderno de modificación genética: : 1 Diversos avances en genética permitieron a los humanos alterar directamente el ADN y, por tanto, los genes de los organismos. En 1972, Paul Berg creó la primera molécula de ADN recombinante cuando combinó el ADN de un virus de mono con el del virus lambda.
En 1974, Rudolf Jaenisch creó un ratón transgénico introduciendo ADN extraño en su embrión, convirtiéndolo en el primer animal transgénico del mundo Sin embargo, pasaron otros ocho años antes de que se desarrollaran ratones transgénicos que transmitieran el transgén a su descendencia. En 1984 se crearon ratones modificados genéticamente que portaban oncogenes clonados, lo que los predisponía a desarrollar cáncer. Los ratones con genes eliminados (knockout mouse) se crearon en 1989. El primer animal en sintetizar proteínas transgénicas en su leche fueron ratones, diseñados para producir activador del plasminógeno tisular humano en 1987.
El primer animal modificado genéticamente que se comercializó fue el GloFish, un pez cebra al que se añadió un gen fluorescente que le permite brillar en la oscuridad bajo la luz ultravioleta. Salió al mercado estadounidense en 2003. El primer animal modificado genéticamente aprobado para uso alimentario fue el salmón AquAdvantage en 2015. El salmón se transformó con un gen regulador de la hormona del crecimiento procedente de un salmón Chinook del Pacífico y un promotor procedente de una faneca oceánica que le permitía crecer durante todo el año en lugar de solo durante la primavera y el verano.

## Mamíferos

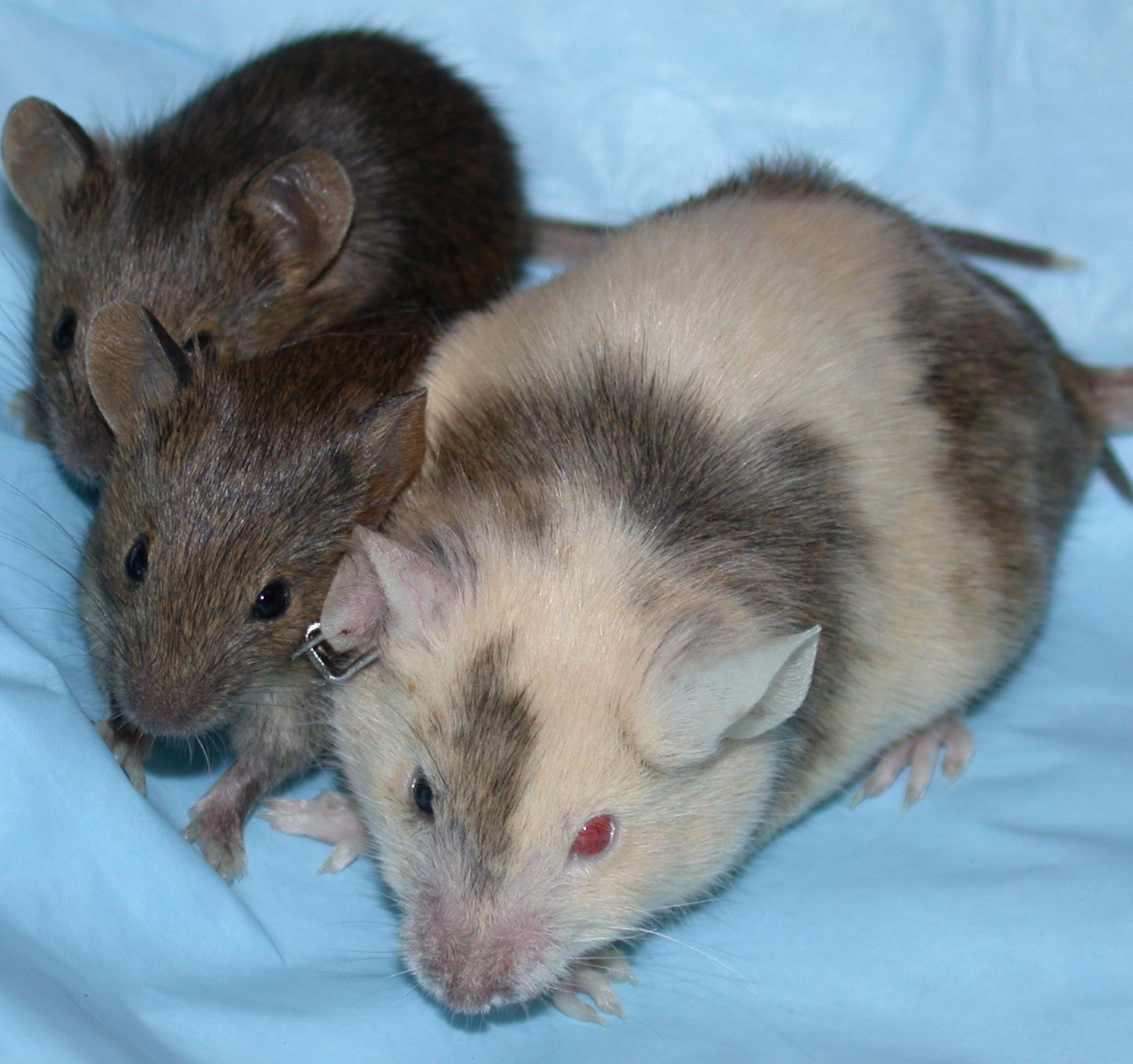
Algunas quimeras, como el ratón manchado que se muestra, se crean mediante técnicas de modificación genética como la selección de genes.

Los mamíferos modificados genéticamente se crean con fines de investigación, producción de productos industriales o terapéuticos, usos agrícolas o para mejorar su salud. También existe un mercado para la creación de animales de compañía modificados genéticamente.

### Medicina
Los mamíferos son los mejores modelos de las enfermedades humanas, por lo que su ingeniería genética es vital para el descubrimiento y desarrollo de curas y tratamientos de muchas enfermedades graves. La eliminación de genes responsables de trastornos genéticos humanos permite a los investigadores estudiar el mecanismo de la enfermedad y probar posibles curas. Los ratones modificados genéticamente han sido los mamíferos más utilizados en la investigación biomédica, ya que son baratos y fáciles de manipular. Los cerdos también son un buen objetivo, porque tienen un tamaño corporal, unas características anatómicas, una fisiología, una respuesta fisiopatológica y una dieta similares. Los primates no humanos son los organismos modelo más parecidos a los humanos, pero hay menos aceptación pública hacia su uso como animales de investigación. En 2009, los científicos anunciaron que habían transferido con éxito un gen a una especie de primate (el tití) y producido por primera vez una línea estable de primates transgénicos reproductores. Su primer objetivo de investigación para estos titíes era la enfermedad de Parkinson, pero también estaban considerando la esclerosis lateral amiotrófica y la enfermedad de Huntington.

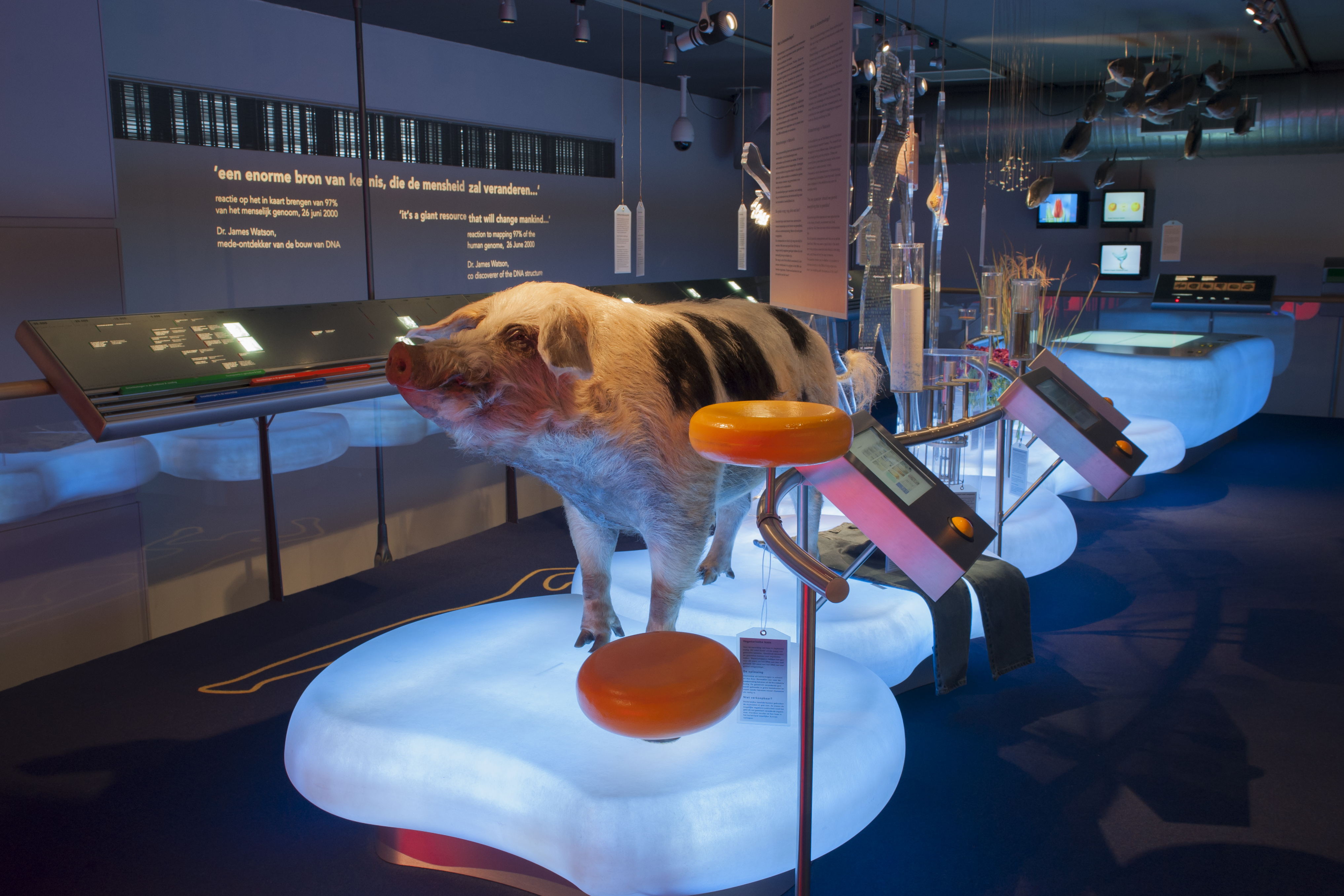
Cerdo transgénico para la producción de queso

Es más probable que las proteínas humanas expresadas en mamíferos sean similares a sus homólogas naturales que las expresadas en plantas o microorganismos. Se ha logrado una expresión estable en ovejas, cerdos, ratas y otros animales. En 2009 se aprobó el primer fármaco biológico humano producido a partir de un animal de este tipo, una cabra. El fármaco, ATryn, es un anticoagulante que reduce la probabilidad de coágulos de sangre durante la cirugía o el parto que se extrae de la leche de cabra. La alfa-1-antitripsina humana es otra proteína que se usa en el tratamiento de humanos con esta deficiencia. Otra área es en la creación de cerdos con mayor capacidad para trasplantes de órganos humanos (xenotrasplante). Los cerdos han sido modificados genéticamente para que sus órganos ya no puedan portar retrovirus o tengan modificaciones que reduzcan la posibilidad de rechazo. Se está estudiando la posibilidad de trasplantar a humanos pulmones de cerdos modificados genéticamente. Incluso existe la posibilidad de crear cerdos quiméricos que puedan portar órganos humanos.

### Ganadería
El ganado se modifica con la intención de mejorar rasgos económicamente importantes como la tasa de crecimiento, la calidad de la carne, la composición de la leche, la resistencia a las enfermedades y la supervivencia. Los animales han sido modificados para crecer más rápido, estar más sanos y resistir a las enfermedades. Las modificaciones también han mejorado la producción de lana de las ovejas y la salud de las ubres de las vacas.
Las cabras han sido modificadas genéticamente para producir leche con fuertes proteínas de seda en forma de telaraña. A partir de cordones umbilicales frescos de cabritos, se ha modificado la secuencia genética de la cabra para codificar la enzima humana lisozima. Los investigadores querían alterar la leche producida por las cabras para que contuviera lisozima y así combatir las bacterias que causan diarrea en los humanos.
Enviropig era una línea de cerdos large white mejorada genéticamente en Canadá y creada con la capacidad de digerir el fósforo vegetal con mayor eficacia que los cerdos large white convencionales. La construcción transgénica A, consistente en un promotor expresado en la glándula parótida murina y el gen de la fitasa de Escherichia coli, se introdujo en el embrión porcino mediante microinyección pronuclear. Esto hizo que los cerdos produjeran en su saliva la enzima fitasa, que descompone el fósforo indigerible. Como resultado, excretan entre un 30 y un 70% menos de fósforo en el estiércol, dependiendo de la edad y la dieta. Las menores concentraciones de fósforo en la escorrentía superficial reducen el crecimiento de algas, porque el fósforo es el nutriente limitante para las algas. Dado que las algas consumen grandes cantidades de oxígeno, un crecimiento excesivo puede dar lugar a zonas muertas para los peces. La financiación del programa Enviropig finalizó en abril de 2012 y, al no encontrarse nuevos socios, los cerdos fueron sacrificados. No obstante, el material genético se almacenará en el Programa Canadiense de Depósito de Genética Agrícola. En 2006, se modificó un cerdo para que produjera ácidos grasos omega-3 mediante la expresión de un gen de ascáride.

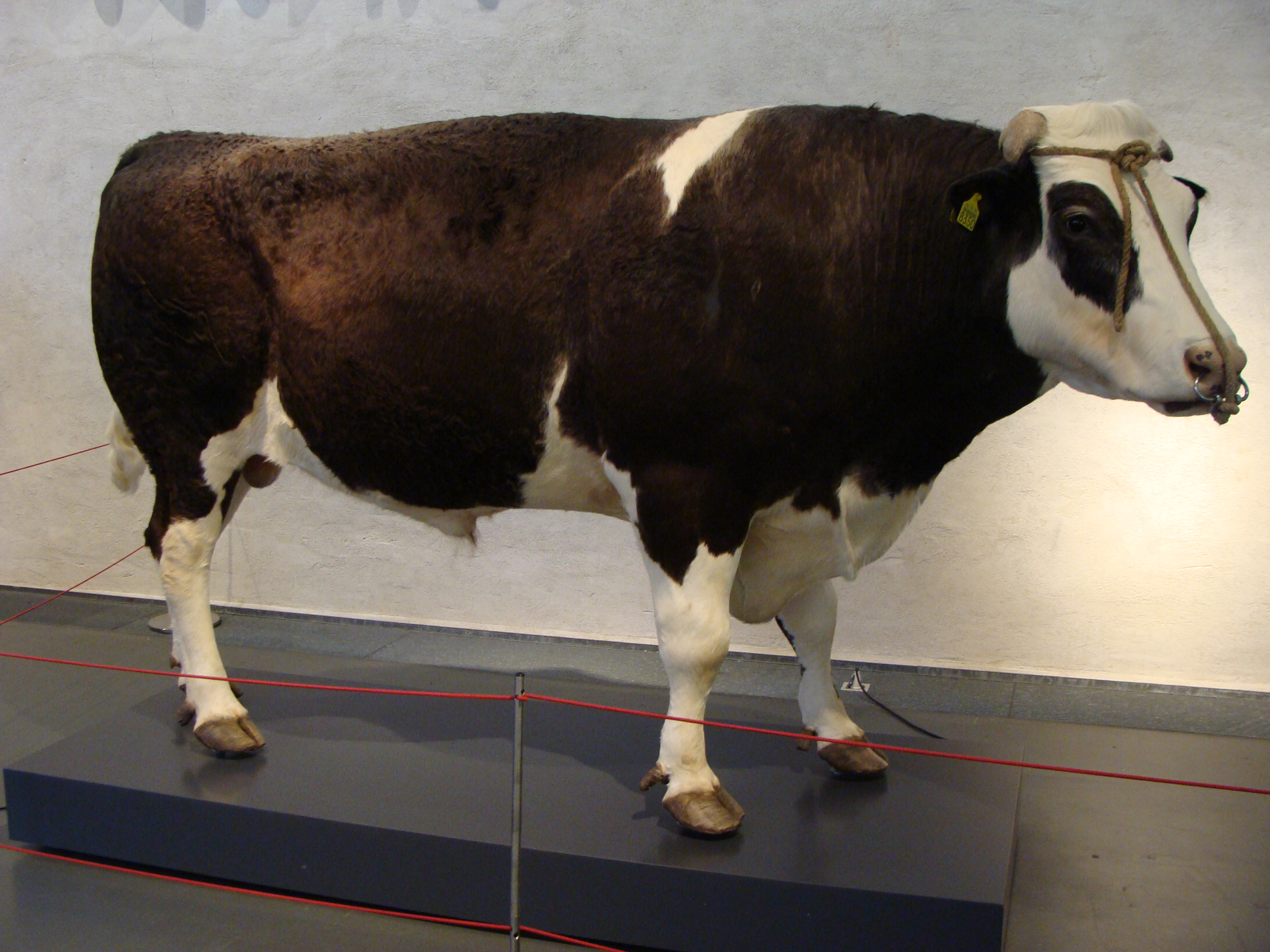
El toro Herman expuesto en el Centro de Biodiversidad Naturalis

En 1990 se desarrolló el primer bovino transgénico del mundo, el toro Herman. Herman fue manipulado genéticamente mediante microinyección de células embrionarias con el gen humano que codifica la lactoferrina. El Parlamento neerlandés modificó la ley en 1992 para permitir la reproducción de Herman. En 1994 nacieron ocho terneros y todos heredaron el gen de la lactoferrina. Con las siguientes siembras, Herman engendró un total de 83 terneros. La ley holandesa exigía el sacrificio de Herman al término del experimento. Sin embargo, el entonces Ministro de Agricultura holandés, Jozias van Aartsen, le concedió una prórroga siempre que no tuviera más crías, después de que la opinión pública y los científicos se unieran en su defensa. Junto con unas vacas clonadas llamadas Holly y Belle, vivió su jubilación en Naturalis, el Museo Nacional de Historia Natural de Leiden. El 2 de abril de 2004, los veterinarios de la Universidad de Utrecht le practicaron la eutanasia porque padecía artrosis. En el momento de su muerte, Herman era uno de los toros más viejos de los Países Bajos. La piel de Herman ha sido conservada y montada por taxidermistas y está expuesta permanentemente en Naturalis. Dicen de él que representa el comienzo de una nueva era en la forma en que el hombre trata con la naturaleza, un icono del progreso científico, y el posterior debate público sobre estas cuestiones.
En octubre de 2017, científicos chinos anunciaron que habían utilizado la tecnología de edición genética CRISPR para crear una línea de cerdos con una mejor regulación de la temperatura corporal, lo que se traduce en un 24% menos de grasa corporal que el ganado típico.
Unos investigadores han desarrollado ganado lechero modificado genéticamente para que crezca sin cuernos (lo que a veces se denomina "polled"), que pueden causar lesiones a ganaderos y otros animales. Se tomó ADN del genoma del ganado Red Angus, conocido por suprimir el crecimiento de los cuernos, y se insertó en células tomadas de un toro Holstein de élite llamado "Randy". Cada uno de los descendientes será un clon de Randy, pero sin sus cuernos, y su descendencia también debería carecer de cuernos. En 2011, científicos chinos generaron vacas lecheras modificadas genéticamente con genes de seres humanos para producir leche que sería igual a la leche materna humana. Esto podría beneficiar potencialmente a las madres que no pueden producir leche materna pero quieren que sus hijos tomen leche materna en lugar de leche artificial. Los investigadores afirman que estas vacas transgénicas son idénticas a las vacas normales. Dos meses después, científicos de Argentina presentaron a Rosita, una vaca transgénica que incorpora dos genes humanos, para producir leche con propiedades similares a la leche materna humana. En 2012, investigadores de Nueva Zelanda también desarrollaron una vaca transgénica que producía leche sin alergias.
En 2016 Jayne Raper y un equipo anunciaron la primera vaca transgénica tripanotolerante del mundo. Este equipo, formado por el Instituto Internacional de Investigación Ganadera, el Rural College de Escocia, el Centro de Genética y Salud del Ganado Tropical del Instituto Roslin y la Universidad de la Ciudad de Nueva York, anunció que había nacido un toro boran keniano y que ya había tenido dos hijos con éxito. Tumaini -llamado así por la palabra suajili que significa esperanza"- lleva un factor tripanolítico de un babuino a través de CRISPR/Cas9.

### Investigación
Los científicos han modificado genéticamente varios organismos, incluidos algunos mamíferos, para que incluyan la proteína verde fluorescente, con fines de investigación. La proteína verde fluorescente y otros genes informadores similares permiten visualizar y localizar fácilmente los productos de la modificación genética. Se han criado cerdos fluorescentes para estudiar los trasplantes de órganos humanos, la regeneración de células fotorreceptoras oculares y otros temas. En 2011 se crearon gatos fluorescentes verdes para encontrar terapias contra el VIH/sida y otras enfermedades, ya que el virus de la inmunodeficiencia felina (VIF) está relacionado con el VIH. Investigadores de la Universidad de Wyoming han desarrollado una forma de incorporar los genes de las arañas que tejen la seda en cabras, lo que permite a los investigadores cosechar la proteína de la seda de la leche de las cabras para diversas aplicaciones.

### Conservación
Se ha propuesto la modificación genética del virus del mixoma para conservar los conejos salvajes europeos en la península Ibérica y para ayudar a regularlos en Australia. Para proteger a la especie ibérica de enfermedades víricas, se modificó genéticamente el virus del mixoma para inmunizar a los conejos, mientras que en Australia se modificó genéticamente el mismo virus del mixoma para reducir la fertilidad de la población de conejos australianos. También se ha sugerido que la ingeniería genética podría utilizarse para sacar a los animales de la extinción. Se trata de cambiar el genoma de un pariente vivo cercano para que se parezca al extinguido, y actualmente se está intentando con la paloma migratoria. Se han añadido genes asociados al mamut lanudo al genoma de un elefante africano, aunque el investigador principal afirma que no tiene intención de utilizar elefantes vivos.

### Humanos
La terapia génica utiliza virus modificados genéticamente para liberar genes que pueden curar enfermedades humanas. Aunque la terapia génica es todavía relativamente nueva, ha tenido algunos éxitos. Se ha utilizado para tratar trastornos genéticos como la inmunodeficiencia combinada grave y la amaurosis congénita de Leber. También se están desarrollando tratamientos para una serie de otras enfermedades actualmente incurables, como la fibrosis quística, la anemia de células falciformes, la enfermedad de Parkinson, el cáncer, la diabetes, enfermedades del corazón, y distrofia muscular. Estos tratamientos solo afectan a las células somáticas, lo que significa que cualquier cambio no sería hereditario. La terapia génica de línea germinal da como resultado que cualquier cambio sea hereditario, lo que ha generado preocupación dentro de la comunidad científica. En 2015, se utilizó CRISPR para editar el ADN de embriones humanos no viables. En noviembre de 2018, He Jiankui anunció que había editado los genomas de dos embriones humanos para intentar desactivar el gen CCR5, que codifica un receptor que el VIH usa utiliza para entrar en las células. Dijo que unas gemelas, Lulu y Nana, habían nacido unas semanas antes, y que portaban copias funcionales de CCR5 junto con CCR5 discapacitado (mosaicismo), y aún eran vulnerables al VIH. El trabajo fue ampliamente condenado como poco ético, peligroso y prematuro.

## Peces
Los peces modificados genéticamente se utilizan para la investigación científica, como mascotas y como fuente de alimento. La acuicultura es una industria en crecimiento, que actualmente proporciona más de la mitad del pescado que se consume en todo el mundo. Gracias a la ingeniería genética, es posible aumentar las tasas de crecimiento, reducir la ingesta de alimentos, eliminar las propiedades alergénicas, aumentar la tolerancia al frío y proporcionar resistencia a las enfermedades.

### Detección de la contaminación
Los peces también pueden utilizarse para detectar la contaminación acuática o funcionar como biorreactores. Varios grupos han desarrollado peces cebra que detectan la contaminación uniendo proteínas fluorescentes a genes activados por la presencia de contaminantes. Los peces brillan y pueden utilizarse como sensores medioambientales.

### Mascotas
El GloFish es una marca de pez cebra fluorescente modificado genéticamente con colores fluorescentes rojo, verde y naranja brillantes. Fue desarrollado originalmente por uno de los grupos para detectar la contaminación, pero ahora forma parte del comercio de peces ornamentales, convirtiéndose en el primer animal modificado genéticamente disponible públicamente como mascota cuando se puso a la venta en 2003.

### Investigación
Los peces modificados genéticamente se utilizan mucho en la investigación básica sobre genética y desarrollo. Dos especies de peces, el pez cebra y el medaka, son las más comúnmente modificadas, porque tienen coriones ópticamente transparentes (membranas en el huevo), se desarrollan rápidamente y el embrión de una célula es fácil de ver y microinyectar con ADN transgénico. El pez cebra es un organismo modelo para procesos de desarrollo, regeneración, genética, comportamiento, mecanismos de enfermedades y pruebas de toxicidad. Su transparencia permite a los investigadores observar las etapas de desarrollo, las funciones intestinales y el crecimiento tumoral. La generación de protocolos transgénicos (para todo el organismo, células o tejidos específicos, marcados con genes informadores) ha aumentado el nivel de información obtenida mediante el estudio de estos peces.

### Crecimiento
Los peces modificados genéticamente se han desarrollado con promotores que impulsan una sobreproducción de hormona de crecimiento "para todos los peces" para su uso en la industria de la acuicultura, con el fin de aumentar la velocidad de desarrollo y reducir potencialmente la presión pesquera sobre las poblaciones salvajes. El resultado ha sido un aumento espectacular del crecimiento de varias especies, como el salmón, la trucha, y la tilapia.
AquaBounty Technologies ha producido un salmón que puede madurar en la mitad de tiempo que el salmón salvaje. Se trata de un salmón del Atlántico al que se ha insertado un gen de salmón Chinook (Oncorhynchus tshawytscha). Esto permite al pez producir hormonas de crecimiento durante todo el año, en comparación con el pez salvaje, que sólo produce la hormona durante una parte del año. El pez también tiene insertado un segundo gen de la faneca oceánica, similar a la anguila, que actúa como un interruptor de "encendido" de la hormona. La faneca también tiene proteínas anticongelantes en la sangre, que permiten al salmón transgénico sobrevivir en aguas casi heladas y continuar su desarrollo. Un salmón de tipo salvaje tarda entre 24 y 30 meses en alcanzar el tamaño de mercado (entre 4 y 6 kg), mientras que los productores del salmón transgénico afirman que los peces transgénicos solo necesitan 18 meses para alcanzar ese tamaño. En noviembre de 2015, la FDA de EE. UU. aprobó el salmón AquAdvantage para su producción comercial, venta y consumo, siendo el primer alimento transgénico no vegetal comercializado.
AquaBounty dice que para evitar que los peces genéticamente modificados se reproduzcan inadvertidamente con el salmón salvaje, todos los peces serán hembras y reproductivamente estériles, aunque un pequeño porcentaje de las hembras pueden permanecer fértiles.  Algunos opositores al salmón transgénico lo han apodado "Frankenfish".

## Insectos

### Investigación
En la investigación biológica, las moscas de la fruta transgénicas (Drosophila melanogaster) son organismos modelo utilizados para estudiar los efectos de los cambios genéticos en el desarrollo. La mosca de la fruta suele preferirse a otros animales por su corto ciclo vital y sus escasos requisitos de mantenimiento. También tiene un genoma relativamente sencillo en comparación con muchos vertebrados, con una sola copia de cada gen, lo que facilita el análisis fenotípico. La Drosophila se ha utilizado para estudiar la genética y la herencia, el desarrollo embrionario, el aprendizaje, el comportamiento y el envejecimiento. Los transposones (en particular, los elementos P) están muy desarrollados en Drosophila y constituyeron uno de los primeros métodos para añadir transgenes a su genoma, aunque las técnicas más modernas de edición genética se han hecho cargo de esta tarea.

### Control de la población
Debido a su importancia para la salud humana, los científicos están buscando formas de controlar los mosquitos mediante ingeniería genética. Los mosquitos resistentes a la malaria se han desarrollado en el laboratorio insertando un gen que reduce el desarrollo del parásito de la malaria y luego utilizando endonucleasas homing para propagar rápidamente ese gen por toda la población de machos (lo que se conoce como impulsor genético). Esto se ha llevado más lejos cambiándolo por un gen letal. En los ensayos, las poblaciones de mosquitos Aedes aegypti, el principal portador del dengue y el virus del Zika, se redujeron entre un 80% y un 90%. Otro enfoque consiste en utilizar la técnica del insecto estéril, por la que los machos genéticamente modificados para ser estériles compiten con los machos viables, con el fin de reducir las poblaciones. Otras plagas de insectos que constituyen objetivos atractivos son las polillas. La polilla dorso de diamante causa daños por valor de entre 4.000 y 5.000 millones de dólares al año en todo el mundo. El enfoque es similar al de los mosquitos, donde se liberarán machos transformados con un gen que impide que las hembras alcancen la madurez. Se sometieron a pruebas de campo en 2017. Las polillas modificadas genéticamente ya se han liberado anteriormente en ensayos de campo. Una cepa de gusano rosado del algodón que se esterilizó con radiación se modificó genéticamente para que expresara una proteína roja fluorescente que facilitara a los investigadores su seguimiento.

### Industria
El gusano de seda, estadio larvario de Bombyx mori, es un insecto de importancia económica en la sericultura. Los científicos están desarrollando estrategias para mejorar la calidad y la cantidad de la seda. También existe la posibilidad de utilizar la maquinaria productora de seda para fabricar otras proteínas valiosas. Entre las proteínas expresadas por los gusanos de seda figuran la albúmina sérica humana, cadena α de colágeno humano, anticuerpo monoclonal de ratón y N-glicanasa. Se han creado gusanos de seda que producen seda de araña, una seda más fuerte pero extremadamente difícil de cosechar, e incluso sedas novedosas.

## Aves
Los intentos de producir aves modificadas genéticamente comenzaron antes de 1980. Los pollos se han modificado genéticamente con diversos fines. Entre otros, para estudiar el desarrollo embrionario, la prevención de la transmisión de la gripe aviar y aportar conocimientos evolutivos mediante la ingeniería inversa para recrear fenotipos similares a los de los dinosaurios. Un pollo GM que produce en su huevo el fármaco Kanuma, una enzima que trata una condición rara, obtuvo la aprobación reglamentaria en 2015.

### Control de enfermedades
Uno de los posibles usos de las aves modificadas genéticamente podría ser reducir la propagación de enfermedades aviares. Investigadores del Instituto Roslin han producido una cepa de pollos modificados genéticamente (Gallus gallus domesticus) que no transmite la gripe aviar a otras aves; sin embargo, estas aves siguen siendo susceptibles de contraerla. La modificación genética consiste en una molécula de ARN que impide la reproducción del virus al imitar la región del genoma del virus de la gripe que controla la replicación. Se denomina "señuelo" porque desvía la enzima del virus de la gripe, la polimerasa, de las funciones necesarias para la replicación del virus.

### Perspectivas evolutivas
Un equipo de genetistas dirigido por el paleontólogo Jack Horner, de la Universidad de Montana, pretende modificar un pollo para que exprese varias características presentes en los maniraptorans ancestrales pero ausentes en las aves modernas, como dientes y cola larga, creando lo que se ha dado en llamar un "polloosaurio". Proyectos paralelos han producido embriones de pollo que expresan una anatomía del cráneo, las patas, y los pies similar a la de los dinosaurios.

## Anfibios
Los primeros experimentos que desarrollaron con éxito anfibios transgénicos en embriones comenzaron en la década de 1980 con Xenopus laevis. Posteriormente, en 2006 se produjeron ajolotes transgénicos de línea germinal en Ambystoma mexicanum mediante una técnica denominada transgénesis mediada por I-SceI, que utiliza la enzima endonucleasa I-SceI, capaz de romper el ADN en sitios específicos y permitir la inserción de ADN extraño en el genoma. Tanto Xenopus laevis como Ambystoma mexicanum son organismos modelo utilizados para estudiar la regeneración. Además, se han producido líneas transgénicas en otras salamandras, incluido el tritón japonés Pyrrhogaster y Pleurodeles watl. Las ranas genéticamente modificadas, en particular Xenopus laevis y Xenopus tropicalis, se utilizan en biología del desarrollo. Las ranas GM también se pueden usar como sensores de contaminación, especialmente para los químicos disruptores endocrinos. Hay propuestas para utilizar la ingeniería genética para controlar los sapos de caña en Australia. En el X. laevis Research Resource for Immunobiology (XLRRI) del Centro Médico de la Universidad de Rochester se utilizan muchas líneas de X. laevis transgénicos para estudiar la inmunología y estudiar cómo las bacterias y los virus causan enfermedades infecciosas. Los anfibios también se pueden utilizar para estudiar y validar vías de señalización regenerativa como la vía Wnt. La capacidad de cicatrización de heridas de los anfibios tiene muchas aplicaciones prácticas y puede servir de base para la reparación sin cicatrices en cirugía plástica humana, por ejemplo en el tratamiento de la piel de quemados.
Los anfibios como X. laevis son adecuados para la embriología experimental porque tienen embriones grandes que pueden manipularse y observarse fácilmente durante el desarrollo. En los experimentos con ajolotes, se suelen utilizar mutantes con piel pigmentada de blanco porque su piel semitransparente proporciona un método eficaz de visualización y seguimiento de proteínas marcadas con fluorescencia como la GFP. Los anfibios no siempre son ideales cuando se trata de los recursos necesarios para producir animales modificados genéticamente; junto con el tiempo de generación de uno a dos años, Xenopus laevis puede considerarse menos que ideal para experimentos transgénicos debido a su genoma pseudotetraploide. Debido a que los mismos genes aparecen en el genoma varias veces, la posibilidad de que los experimentos de mutagénesis funcionen es menor. Los métodos actuales de congelación y descongelación de esperma de ajolote los hacen no funcionales, lo que significa que las líneas transgénicas deben mantenerse en una instalación y esto puede resultar bastante costoso. La producción de ajolotes transgénicos presenta muchos desafíos debido al gran tamaño de su genoma. Los métodos actuales de generación de ajolotes transgénicos se limitan a la integración aleatoria del casete transgénico en el genoma, lo que puede dar lugar a una expresión desigual o al silenciamiento. La duplicación de genes también complica los esfuerzos por generar knockouts génicos eficientes.
A pesar de los costes, los ajolotes tienen una capacidad regenerativa única y, en última instancia, proporcionan información útil para comprender la regeneración de los tejidos, ya que pueden regenerar sus extremidades, médula espinal, piel, corazón, pulmones y otros órganos. Los ajolotes mutantes naturales, como la cepa blanca que suele utilizarse en investigación, tienen una mutación transcripcional en el locus del gen Edn3. A diferencia de otros organismos modelo, las primeras células marcadas con fluorescencia en ajolotes fueron células musculares diferenciadas en lugar de embriones. En estos experimentos iniciales a principios de la década de 2000, los científicos pudieron visualizar la regeneración de células musculares en la cola del ajolote mediante una técnica de microinyección, pero no se pudo seguir el curso completo de la regeneración de las células debido a unas condiciones demasiado duras que provocaron la muerte celular temprana de las células marcadas. Aunque el proceso de producción de ajolotes transgénicos supuso un reto, los científicos pudieron etiquetar células durante períodos más largos utilizando una técnica de transfección de plásmidos, que consiste en inyectar ADN en las células mediante un impulso eléctrico en un proceso denominado electroporación. Se cree que la transfección de células de ajolote es más difícil debido a la composición de la matriz extracelular (MEC). Esta técnica permite etiquetar células de la médula espinal y es muy importante para estudiar la regeneración de extremidades en muchas otras células; se ha utilizado para estudiar el papel del sistema inmunitario en la regeneración. Mediante el uso de enfoques de knockout génico, los científicos pueden dirigirse a regiones específicas del ADN utilizando técnicas como CRISPR/Cas9 para comprender la función de determinados genes basándose en la ausencia del gen de interés. Por ejemplo, las inactivaciones genéticas del gen SOX2 confirman el papel de esta región en la amplificación de células madre neurales en el ajolote. La tecnología para hacer knockouts de genes condicionales más complejos, o knockouts condicionales que le dan al científico el control espaciotemporal del gen, aún no es adecuada para los ajolotes. Sin embargo, la investigación en este campo sigue desarrollándose y se ve facilitada por la reciente secuenciación del genoma y los recursos creados para los científicos, incluidos los portales de datos que contienen ensamblajes de referencia del genoma y el transcriptoma del ajolote para identificar ortólogos.

## Nematodos
El nematodo Caenorhabditis elegans es uno de los principales organismos modelo para la investigación en biología molecular. El ARN de interferencia (ARNi) se descubrió en C. elegans y podría inducirse simplemente alimentándolos con bacterias modificadas para expresar ARN de doble cadena. También es relativamente fácil producir nematodos transgénicos estables y esto, junto con el ARNi, son las principales herramientas utilizadas en el estudio de sus genes. El uso más común de los nematodos transgénicos ha sido el estudio de la expresión y localización de genes mediante la fijación de genes informadores. Los transgenes también pueden combinarse con el ARNi para rescatar fenotipos, alterarse para estudiar la función génica, obtenerse imágenes en tiempo real a medida que las células se desarrollan o utilizarse para controlar la expresión en diferentes tejidos o fases de desarrollo. Los nematodos transgénicos se han utilizado para estudiar virus, toxicología, y en enfermedades y para detectar contaminantes ambientales.

## Otros
Se han desarrollado sistemas para crear organismos transgénicos en una amplia variedad de otros animales. Se ha descubierto el gen responsable del albinismo en los pepinos de mar y se ha utilizado para crear pepinos de mar blancos, un manjar poco común. La tecnología también abre el camino para investigar los genes responsables de algunos de los rasgos más inusuales de los pepinos, como la hibernación en verano, la evisceración de sus intestinos y la disolución de sus cuerpos al morir. Los gusanos planos tienen la capacidad de regenerarse a partir de una sola célula. Hasta 2017 no existía una forma eficaz de transformarlos, lo que dificultaba la investigación. Mediante microinyección y radiación, los científicos han creado los primeros platelmintos genéticamente modificados. El gusano de cerdas, un anélido marino, ha sido modificado. Es de interés por su ciclo reproductivo sincronizado con las fases lunares, capacidad de regeneración y lento ritmo de evolución. Cnidarios como Hydra y la anémona de mar Nematostella vectensis son organismos modelo atractivos para estudiar la evolución de la inmunidad y ciertos procesos de desarrollo. Otros organismos que han sido modificados genéticamente son los caracoles, los geckos,las tortugas, los cangrejos de río, las ostras, los camarones, las almejas, el abulón, y las esponjas.